# Бастия-Мондови
Бастия-Мондови (итал. Bastia Mondovì) — коммуна в Италии, располагается в регионе Пьемонт, в провинции Кунео.
Население составляет 636 человек (2008 г.), плотность населения составляет 58 чел./км². Занимает площадь 11 км². Почтовый индекс — 12060. Телефонный код — 0174.
Покровителем коммуны почитается святой Флорентий Бастийский (San Fiorenzo), празднование 4 мая.

## Демография
Динамика населения:

## Администрация коммуны
- Официальный сайт: http://www.bastiamondovi.info/